# WISE彗星 (245P)
WISE彗星 (245P/WISE) とは、広域赤外線探査衛星 (WISE)が発見した彗星の1つである。2012年現在、WISE彗星の名を持つ唯一の周期彗星である。
木星族彗星であり、遠日点付近では木星軌道をまたぐ8.8億km(5.882AU)。このため、木星と頻繁に接近する。近年で最も近づくのは、2097年10月9日で、木星に6400万km(0.429AU)まで接近する。公転周期はほぼ8年で、近日点距離は火星軌道の外側の3.2億km(2.141AU)である。